# Вирбалас, Лёнгинас
Лёнгинас Вирбалас (лит. Lionginas Virbalas; род. 6 июля 1961, Биржай, Литовская ССР) — католический архиепископ Литвы, архиепископ—митрополит Каунасский с 2015 по 2019 год.

## Биография
Лёнгинас Вирбалас родился 6 июля 1961 года в городе Биржай, в епархии Паневежиса. После окончания средней школы учился в Вильнюсском инженерно-строительном институте (ВИСИ), затем служил в советской армии. В 1986 году поступил в Межъепархиальную католическую семинарию в Каунасе. В 1989 году вступил в Общество Иисуса. Был рукоположен в священники 30 мая 1991 года.
С 1992 по 1994 учился в Папском Григорианском университете в Риме, затем был наставником иезуитского новициата в Австрии и продолжал богословское образование в Инсбрукском университете. Был настоятелем церкви иезуитов в Каунасе и доцентом Священного Писания на богословском факультете.
С 1998 по 2005 и с 2008 по 2010 год был настоятелем церкви Святого Казимира в Вильнюсе, где окормлял русскоязычную католическую общину.
С 2005 по 2008 год был помощником Генерального секретаря Конференции католических епископов Литвы.
С 2010 по 2013 год был ректором Папской Коллегии «Руссикум» в Риме.
6 июня 2013 года Папа Франциск назначил его епископом Паневежиса. 10 августа 2013 года рукоположен в епископы кардиналом Аудрисом Бачкисом.
11 июня 2015 года назначен новым архиепископом Каунаса вместо вышедшего в отставку по возрасту епископа Тамкявичуса.
1 марта 2019 года Папа Франциск принял отставку архиепископа Лёнгинаса Вирбаласа с поста митрополита Каунаса.